# Миклашив
Миклашѝв (на украински: Миклашів, на руски: Миклашeв; на полски: Miklaszow) e село в Подберизцивска селска община в Лвовски район на Лвовска област в Украйна.
Идентификационният код на селото според въведеният през 2020 г. Кодификатор на административно-териториалните единици и територии на териториалните общини (КАТОТТГ) е: UA46060350050023788.
Според Преброяването на населението от 2022 г. населението възлиза на 1016 души.

## История
Първото писмено упоменаване на селото е от 1409 година.
В данъчния регистър от 1515 г. в селото са документирани свещеник (следователно тогава вече е имало църква), мелница, 4 кръчми и 10 лана (около 250 хектара) обработваема земя.
Според някои източници, благородническият род Миклашевски вероятно произлиза от село Миклашев.
Населението към 1968 г. е 1170 души.
До 2017 г. селото е административен център на Миклашивския селски съвет (община). През март 2017 г. в хода на териториално-административната реформа в Украйна се взема решение да се създаде нова „селска обединена териториална община“ –  Подберизцивска селска община – с административен център село Пидберизци.

## Известни жители

### Родени в селото
- Йосифа (Витер) — майка-игуменка на Якторивския манастир на сестрите-студитки (1932—1939 г.), подземен манастир в град Скалат (1956—1988 г.). Тя е първата украинка, призната за „Праведник на народите“ за спасяването на еврейски деца по време на Холокоста (1976 г.).
- Богдан Васильович Попович — украински скулптор.

### Починали в селото
- Олга Михайловна Рошкевич — преводач, събирач на фолклор.